# Набильский залив
На́бильский залив (залив Бутакова) — залив Охотского моря у восточного берега острова Сахалин.
Залив лагунного типа, отделяется от моря косой. Вход в залив (пролив Асланбегова) расположен на севере. В залив впадают реки Набиль, Вази, Оркуньи, Гамадеш. В устье реки Набиль образуется дельта. Недалеко от устья расположен посёлок Катангли.
С нивхского языка Набиль переводится как «место крупных зверей».
Впервые обследован в 1882 году командой клипера «Пластун» и назван в честь адмирала Г. И. Бутакова.